# 1215
El 1275 (MCCXV) fou un any comú començat en dijous del calendari julià.

## Esdeveniments
- Es promulga la Carta Magna, base constitucional del Regne d'Anglaterra.[1]
- El Concili del Laterà IV reconeix la transsubstanciació (la doctrina que el pa i el vi es transformen en el cos i la sang de Jesucrist).[2]